# Добровољно ватрогасно друштво у Врбасу
Добровољно ватрогасно друштво у Врбасу је удружење грађана, основано на њихову сопствену иницијативу, ради гашења пожара. Основано је 1904. године.

## Ватрогаство у Војводини
Удруживања грађана за потребе гашења пожара довела су до стварања првих ватрогасних друштава у свету. Прве помаке ка стварању ватрогасних друштава учинили су Енглези, Французи и Немци, још у 17. и у 18. веку.
На простору Угарске, добровољно противпожарство се први пут појављује 1835. године у Араду. Исте године град је одобрио рад, а 1937. године потврдио и статут. Мађарско краљевско намесничко веће одобрило је допуњен статут 1861. године. Статут овог друштва био је основа покретања ватрогасног друштва у Новом Саду. Наредбом царског и краљевског министарства полиције 1863. године заустављен је талас формирања ватрогасних друштава због страха да такве врсте удружења не прерасту у национална окупљања народа која је требало умиривати. Године 1867. су почеле поново да се одобравају дозволе за формирање ватрогасних друштава. Тада је технички фонд ватрогаства значајно унапређен куповином савременије опреме као што је механичка штрцаљка са резервоаром и машине са шмрком.
На простору данашње Војводине десио се катастрофални пожар у Земуну 1788. године, што је покренуло идеју грађана да се оснују добровољна друштва за заштиту од пожара. Тако је 1868. године основана Добровољна ватрогасна организација у Зрењанину после чега је уследио период масовног оснивања овакве врсте друштава у околним местима и у региону. На простору Војводине се оснивају ватрогасна друштва у Земуну 1870, Панчеву, Новом Саду и Сомбору 1871, да би се број основаних друштава у периоду од 1872. до 1878. знатно увећао. Тако су формирана Добровољна ватрогасна друштва у Кули 1877, Бачкој Тополи 1885, Кањижи 1889, Сивцу и Каравукову 1890, Новом Врбасу 1904, Старом Врбасу 1906, Кишкеру (Бачком Добром Пољу) 1911, Пашићеву (Змајеву) 1927, Торжи (Савином Селу) 1928, Куцури 1930, Шовама (Равном Селу) 1934.
 На почетку су градска ватрогасна друштва гасила пожаре и у околним селима.
Сва ова ватрогасна друштва оснивана су на иницијативу грађана. Издржавала су се и набављала справе и опрему од добровољних прилога и прихода добијених од легата грађана. И поред хумане и одговорне дужности коју су обаљала, сва друшта су била препуштена сопственим средствима, без помоћи државе. У Краљевини Југославији 1933. године регулисан је статус ватрогасних друштава доношењем Закона о ватрогаству.
Добровољна ватрогасна друштва била су организована у жупе, заједнице и савезе према територијалним поделама земље. На простору Војводине деловао је Ватрогасни савез за Бачку и Барању са седиштем у Сенти и Банатски ватрогасни савез за Банат са седиштем у Панчеву.
Свака заједница или савез имали су посебне прописе, ознаке и униформе до 1933. године. Године 1933. је обједињена организација на тлу Краљевине Југославије.

## Историја ватрогаства у Врбасу
Заједничка скупштина публике Новог и Старог Врбаса први пут је сазвана ради расправе око оснивања ватрогасног друштва 5. децембра 1897. године. Председавајући скупштине био је општински бележник из Новог Врбаса, Георг Вагнер. Друга скупштина је сазвана за 19. март 1899. године. Тада је основано DVD у Новом Врбасу. За председника друштва овом приликом изабран је председавајући Георг Вагнер.
На сагласност министра унутрашњих послова и на саму регистрацију друштва чекало се пуних пет година. Године 1903. из Министарства унутрашњих дела стигла је потврда Статута, потврђено је да је Георг Вагнер привремени председник Добровољног ватрогасног друштва за Нови Врбас. Тек након овог корака могло се почети са озбиљним корацима оснивања. Оснивачка седница је заказана и одржана 14. фебруара 1904. године. На овој скупштини се обратио Вагнер и друштво прогласио основаним. На првој седници, која је уследила наредног дана после оснивачке, донета је одлука о шивењу униформи. Основан је и ватрогасни оркестар са дувачким инструментима. Састанци Добровољног ватрогасног друштва у Врбасу по оснивању често су одржавани, а на њима су се доносиле важне одлуке о набавци одговарајуће опреме којом би DVD несметано могао обављати своју дужност. И поред тешке материјалне ситуације, ватрогасци Новог Врбаса су успели да прибаве основну опрему и почну са радом. Прво је купљена колска пумпа и један хидрофор.
Свој рад и своју делатност Добровољно ватрогасно друштво у Новом Врбасу први пут је својим грађанима представило 12. јуна 1904. године. Том приликом ватрогасци су организовали манифестацију Јунијада која ће наредних година прећи у традиционалну манифестацију и одржаваће се све до 1914. године. За годишњицу рада и деловања ватрогасно друштво организовало је ватрогасни бал 12. фебруара 1905. године. Бал је постао традиционалан и одржавао се сваке године, а његово одржавање потврђивао је Одбор Друштва на почетку сваке године. Приход од бала је попуњавао доста лоше финансијско стање DVD-а. Одржавање балова била је традиционална манифестација свих ватрогасних друштава и одржавала су се у фебруару месецу.
Ватрогасно друштво се првих година издржавало од чланарина утемељивача.
Од самог почетка, Добровољно ватрогасно друштво у Новом Врбасу повезало се са осталим околним Друштвима и редовно учествовало на ватрогасним такмичењима о чему говоре бројни пехари које су освојили тим приликама. У каснијем периоду Нови Врбас је био домаћин ватрогасних такмичења.
Први светски рат прекинуо је друштвени и културни рад ватрогасног друштва. У периоду од 1914. до 1921. године седнице нису одржаване, а већи део чланова био је мобилисан и на фронту. У случајевима пожара остало је свега неколико старијих чланова ватрогасног друштва који су уз себе прикупили млађе момке до 18 година и са њима обављали ватрогасну дужност.

### DVD Нови Врбас између два светска рата
Ватрогасне књиге на српском језику водиле су се тек од 1935. године. Прва седница ватрогасног друшта након Првог светског рата одржана је 14. марта 1921. године.
У периоду од 1921. до 1924. DVD у Новом Врбасу пало је у тешку финансијску и материјалну кризу.
На Главној скупштини ватрогасног друштва одржаној 17. марта 1929. донета је одлука да се прослави двадесет пет година Друштва о празнику Духова. На овој седници изабрана је и кума DVD-а и прославе. За ову прилику, поклонила је Друштву прву заставу. То је била прва застава ватрогасногасне чете у Новом Врбасу. Четврт века постојања ватрогасне организације у Новом Врбасу свечано је прослављено 19. и 20. маја 1929. године. Подржан од старне општинских власти, није имао само карактер прославе Друштва већ и светковине општине Нови Врбас. На прославу Друштава пристигли су гости из 23 ватрогасна друштва широм Војводине које је на железничкој станици дочекивао посебан одбор Команде Добровољне ватрогасне чете за дочек.
Након одласака Георга Вагнера 1916. са места председника, ватрогасно друштво је све до 1933. године функсионисало без председника друштва. Тако је прослава двадесетпетогодишњице рада DVD-а у Новом Врбасу била без председника, али веома добро организована од старне Одбора и скупштине Ватрогасног друштва.
Доношењем закона о ватрогсатву 12. новембра 1933. године, извршена је реорганизација ватрогасне скупштине на којој је за председника изабран др Михајл Линденшмит, професор гимназије.
У периоду између два рата у Новом Врбасу ватрогасци су гасили два велика пожара: у млину Круна и велетрговини Фишер и Бишоф у којима су спасили део имовине ових врбаских предузетника
Опис ситуације везан за пожар уредно је вођен у Књигама Дневника пожара. Најчешће су у Новом Врбасу горели сламни и тршчани кровови на помоћним објектима који су ширили пожар на даље делове дворишта и домаћинства.
Осим пожара на територији два Врбаса при гашењу пожара, ватрогасна чета ишла је на помоћ и у околна места. Поред гашења пожара, нововрбаски ватрогасци су помагали приликом других непогода, као што је поплава из канала у Црвенки и у Новом Врбасу и поплаве Дунава у Апатину. Године 1931. купљена је ватрогасна сирена.
Чланови ватрогасне чете су учествовали бројним такмичењима у Кули, Оџацима, Вепровцу (данас Крушчићу), Бачкој Тополи итд. Усавршавање знања, чланови нововрбаске чете стицали су на различитим курсевима и течајевима. У периоду од 1933. до 1937. године среске течајеве похађало је 12 нововрбаских ватрогасаца. Учествовали су и на течају у Љубљани који је одржан 1939. године.
Ватрогасци су били често позивани на различите свечаности ради одржавања реда. Тако су у униформама шетали у време одржавања велике занатске изложбе у Новом Врбасу 1927, приликом свечаности Јахачког клуба, Соколског друштва, Освећења споменика, Аероклуба, Спортског клуба и других свечаности.
Управни одбор на седници од 28. фебруара 1936. донео је одлуку, да упути молбу опшинској управи за додељивање плаца поред Гимназије, за потребе изградње ватрогасног дома са торњем. Након непуних годину дана Оптинска управа донела је одлуку у јануару 1937. да се плац од 180 квадратних хвати од зграде Хејб Хенриха, додели ватрогасном друштву.
Камен темељац за ватрогасни дом постављен је 18. јула 1937. године. Ватрогасни дом је био завршен до маја 1938. године.
Освећење ватрогасног Дома у Новом Врбасу одржано је 28. маја 1939. године. За ову прилику штампан је програм прославе на српском, мађарском и немачком језику. 
Поводом тридесет пет година постојања, Његово височанство краљ Петар II у октобру 1939. одликовао је Добровољну ватрогасну чету у Новом Врбасу орденом Светог Саве V степена. Истим одликовањем одликован је и Мартин Крамер, командант чете. Карљ Петар II је такође одликовао и тројицу ветерана ватрогасне чете у Врбасу златном медаљом за ревносну службу. Ова одликовања су уручена на свечаној сеници 29. октобра 1939. од стране председника Михајла Линденшмита.
Међу бројним дужностима које ватрогасци обављају су и дежурства. Највећи значај је био придаван дежурствима у време вршидбе у пољу. У тој прилици за дежурство су одређивани вођа страже и стражар, који би у случају пожара огалшавали узбуну. Сваке недеље прављен је распоред дежурстава.
Пред избијање Другог светског рата, у фебруару 1941. забележен најуреднији рад ватрогасног Друштва у Новом Врбасу. Одржан је ватрогасни бал и он је био, уједно, и последња активност DVD-а Нови Врбас у Карљевини Југославији.

## Галерија
- Ватрогасни радни шлем од пресованог алуминијума, око 1950. године.
- Метални ватрогасни шлем, почетак 20. века.
- Пехар ДВД Врбаса, 1910. година.
- Стара фотографија са изложбе ватрогасних награда.
- Застава од црвене свиле, ручни рад, 1929. година.
- Оснивачи прве професионалне ватрогасне јединице 1955. година.
- Трака за даровну заставу, ручни рад, 1912. година.
- Двојезични плакат за јубиларну прославу 25 година ДВД Нови Врбас, 1929.
- Копље за заставу, направљено од дрвета и префарбано црвеном бојом, 1913. година
- Табла са натписом на немачком језику „Сећање на двадесетпетогодишњи јубилеј 1904-1929“.
- Табла са натписом Добровољно ватрогасно друштво Стари Врбас 1906-1931.
- Застава ДВД Врбас
- Застава од црвене свиле, ручни рад, 1913. година
- Стара фотографија заставе
- Михајл Линденшмит, председник ДВД Врбас 1933-1944. године
- Пехар из 1939. године
- Пехар додељен за друго место на такмичењу 17. августа 1924. у Сенти, Кули и Црвенки.
- Пехар додељен за прво место на такмичењу 1. јуна 1925. године.
- Пехар додељен 28. маја 1939. године приликом освећења зграде ватрогасног дома у Новом Врбасу.
- Млазница из шездесетих година 20. века
- Застава ДВД-а Врбас из 1954. године
- Труба ватрогасног оркестра, двадесете године 20. века
- Оркестар ДВД-а
- Застава
- Стара фотографија ватрогасних кола из 1904. године
- Кума заставе, изабрана 17. марта 1929. године
- Фотографија из архиве ДВД-а
- Фотографија из архиве ДВД-а
- Карл Шух, командант ДВД-а у Новом Врбасу, 14. фебруар 1904.
- Групна фотографија ватрогасаца са кумом заставе, госпођом Матилдом Милер, 20. маја 1929.
- Ватрогасци шездесетих година 20. века
- Детаљ са изложбе поводом 111 година ДВД-а у Врбасу
- Отварање изложбе, март 2016.
- Детаљ са отварања изложбе поводом 111 година ДВД
- Детаљ са изложбе из музеја, март 2016.